# Otoprotettore
L'otoprotettore è un dispositivo di protezione individuale studiato appositamente per proteggere l'apparato uditivo dal rumore. A seconda della loro tecnologia costruttiva, gli otoprotettori si differenziano in tappi auricolari e cuffie auricolari (o cuffie antirumore).

## Tipologie
Esistono svariati tipi di otoprotettori:
- tappi auricolari
  - monouso - generalmente in silicone, spugna o cera
  - riutilizzabili (con eventuale laccio o archetto)
  - personalizzati anatomici
- cuffie auricolari

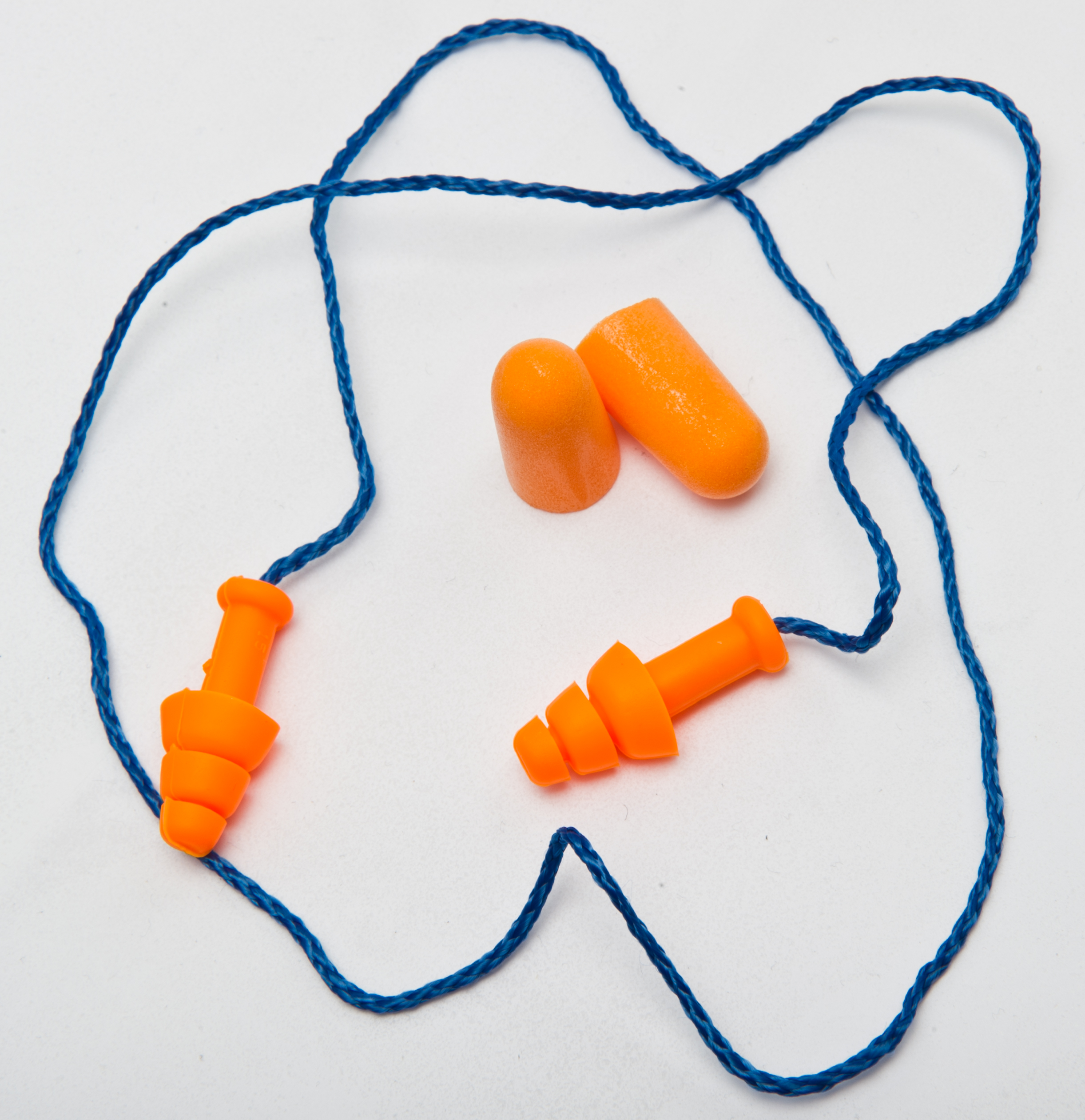
Tappi auricolari monouso (al centro) e riutilizzabili (con laccio)
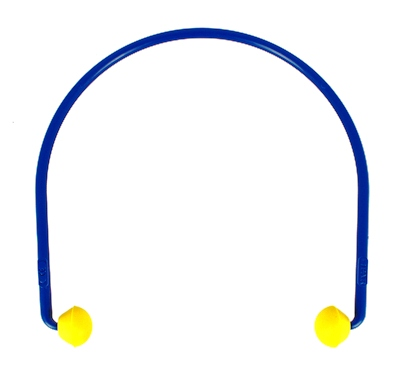
Tappi auricolari con archetto
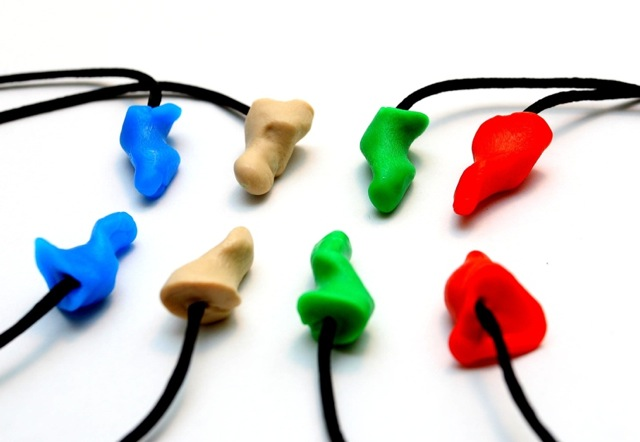
Tappi auricolari modellati su misura
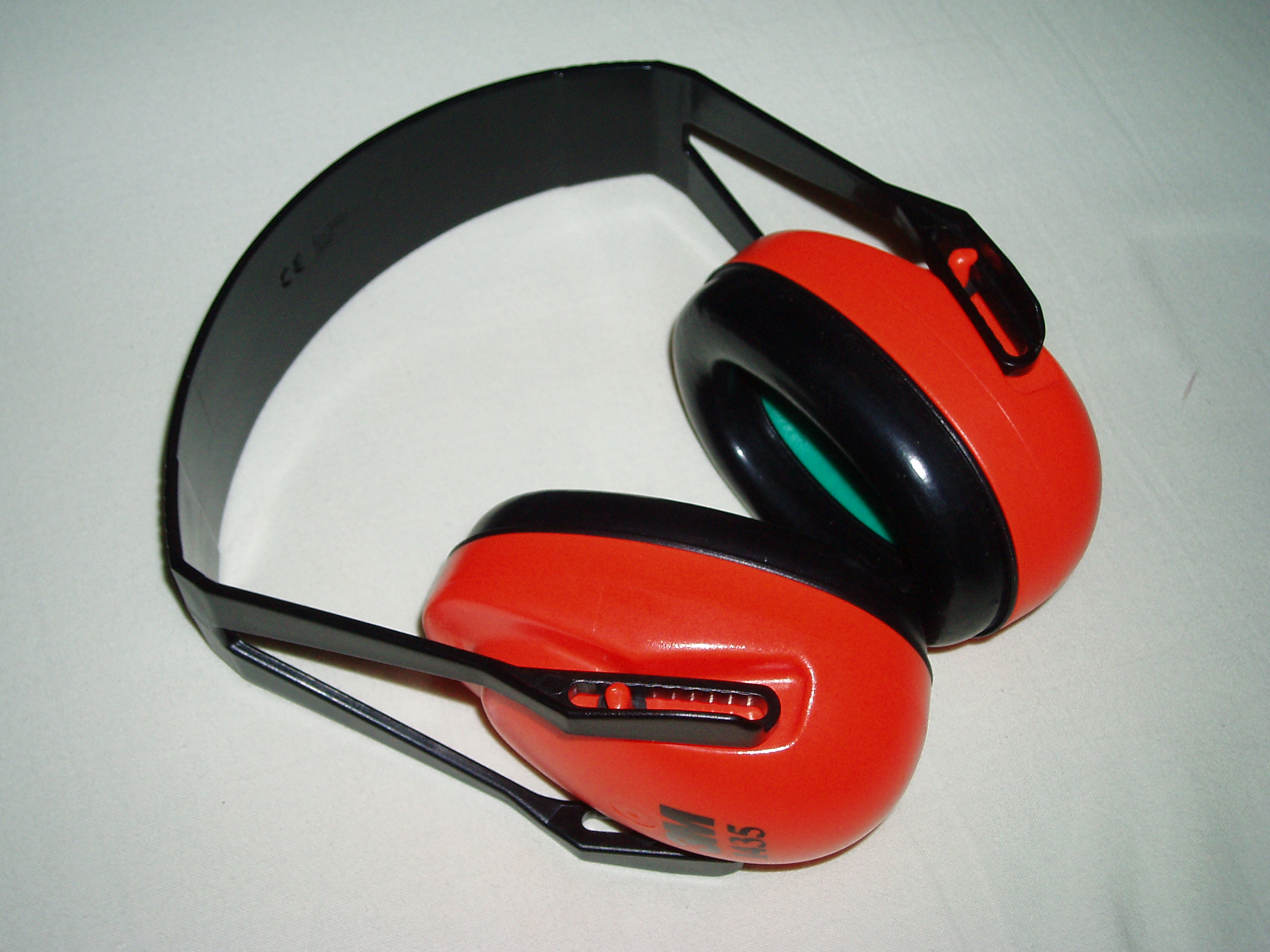
Cuffie antirumore
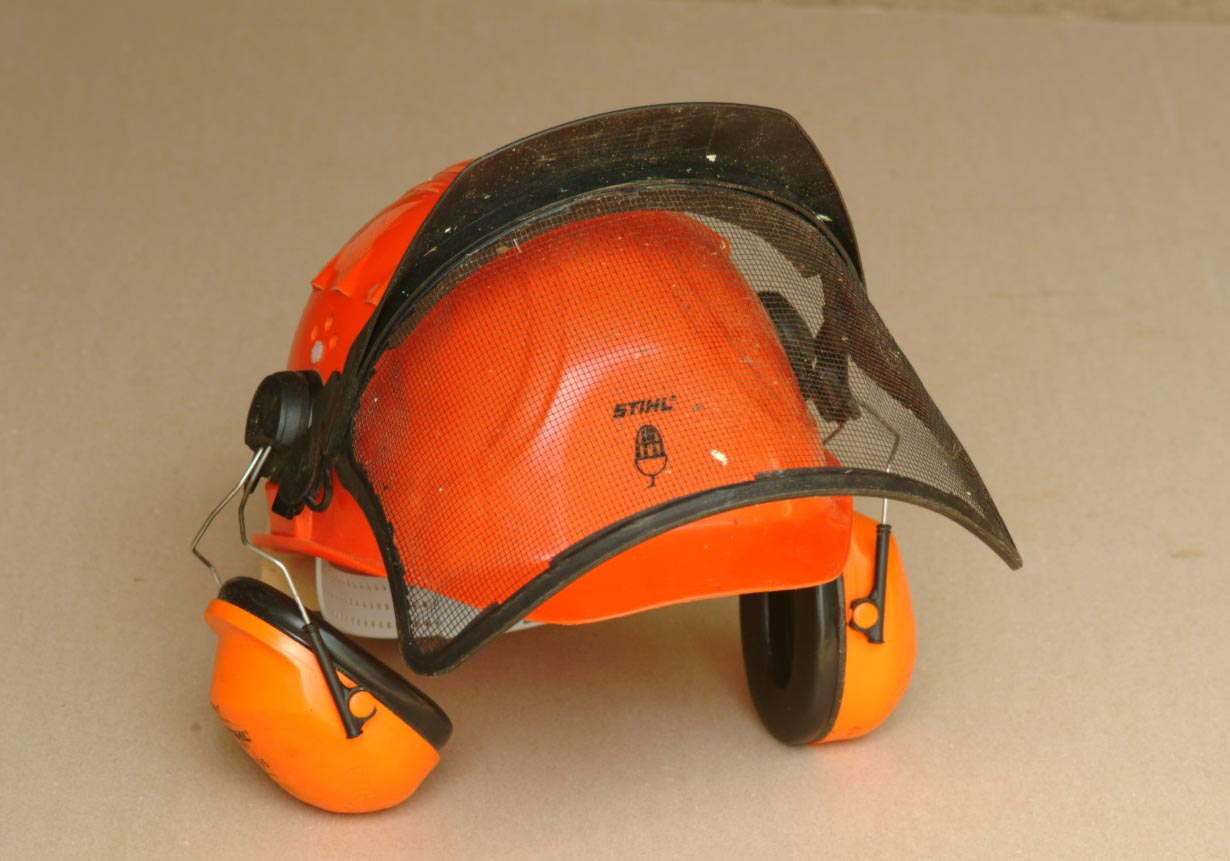
Cuffie antirumore integrate in un elmetto con visiera per operatori di motosega

Essendo realizzati mediante impronta individuale, risultano più adatti ad essere portati per più ore di seguito. Per realizzare gli otoprotettori anatomici, viene preso il calco dell'orecchio mediante un materiale indurente estruso da un'apposita siringa, in modo da creare il positivo di quello che sarà poi l'otoprotettore finito. Sono anche chiamati "tappi a chiocciola" per via della loro forma.

## Impieghi
L'utilizzo degli otoprotettori è raccomandato (e in certi casi obbligatorio) per vari tipi di attività in cui esista rischio rumore, tra cui: corse automobilistiche e motociclistiche, eventi sportivi, giochi pirotecnici, concerti, utilizzo di trattori e macchine per movimento terra, luoghi di lavoro rumorosi, utilizzo di armi da sparo.

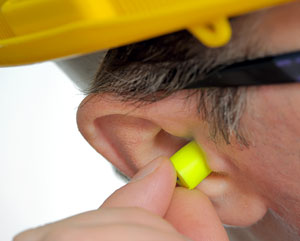
Utilizzo di tappi auricolari da parte di un lavoratore
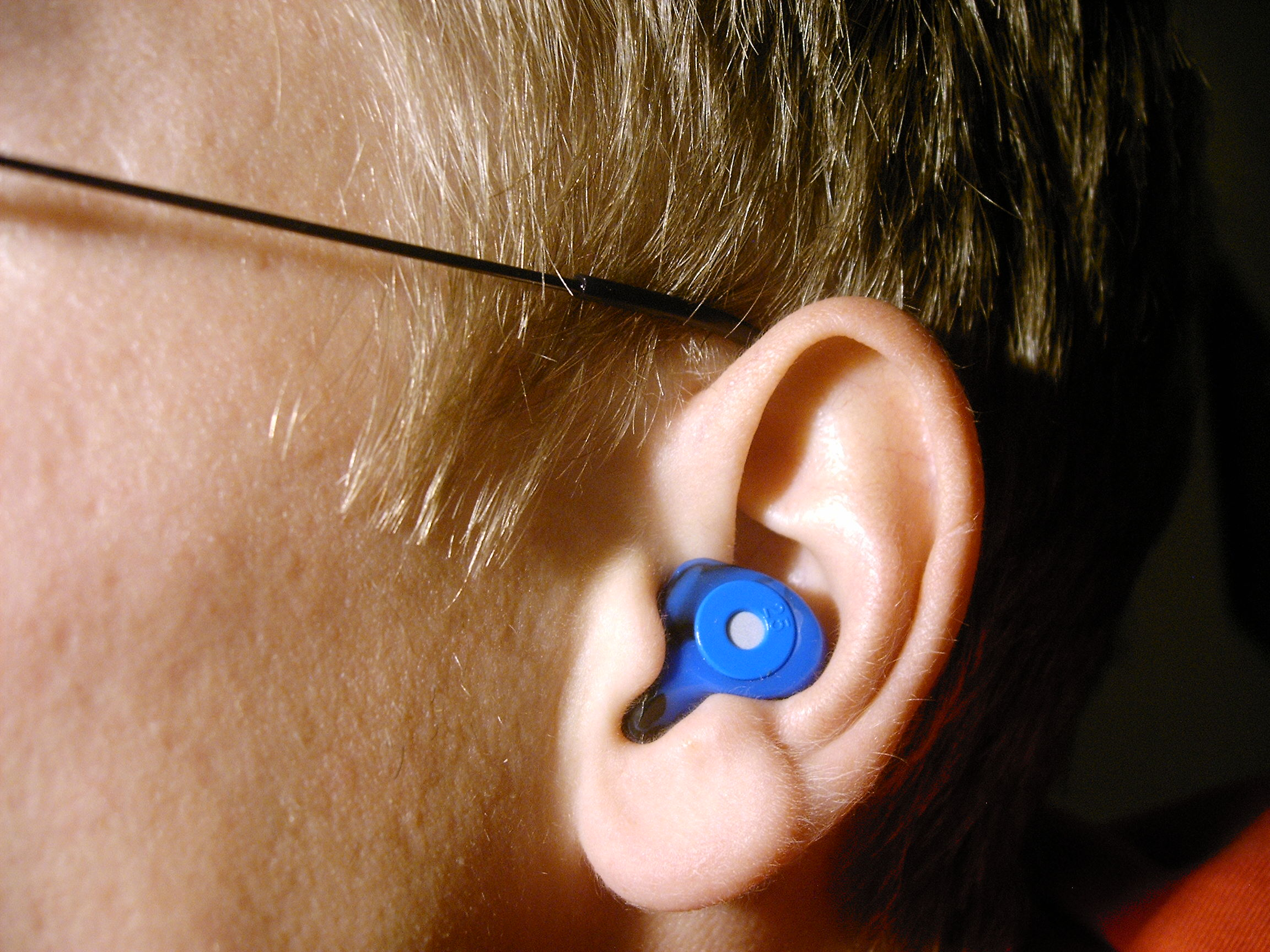
Tappo auricolare indossato da un musicista
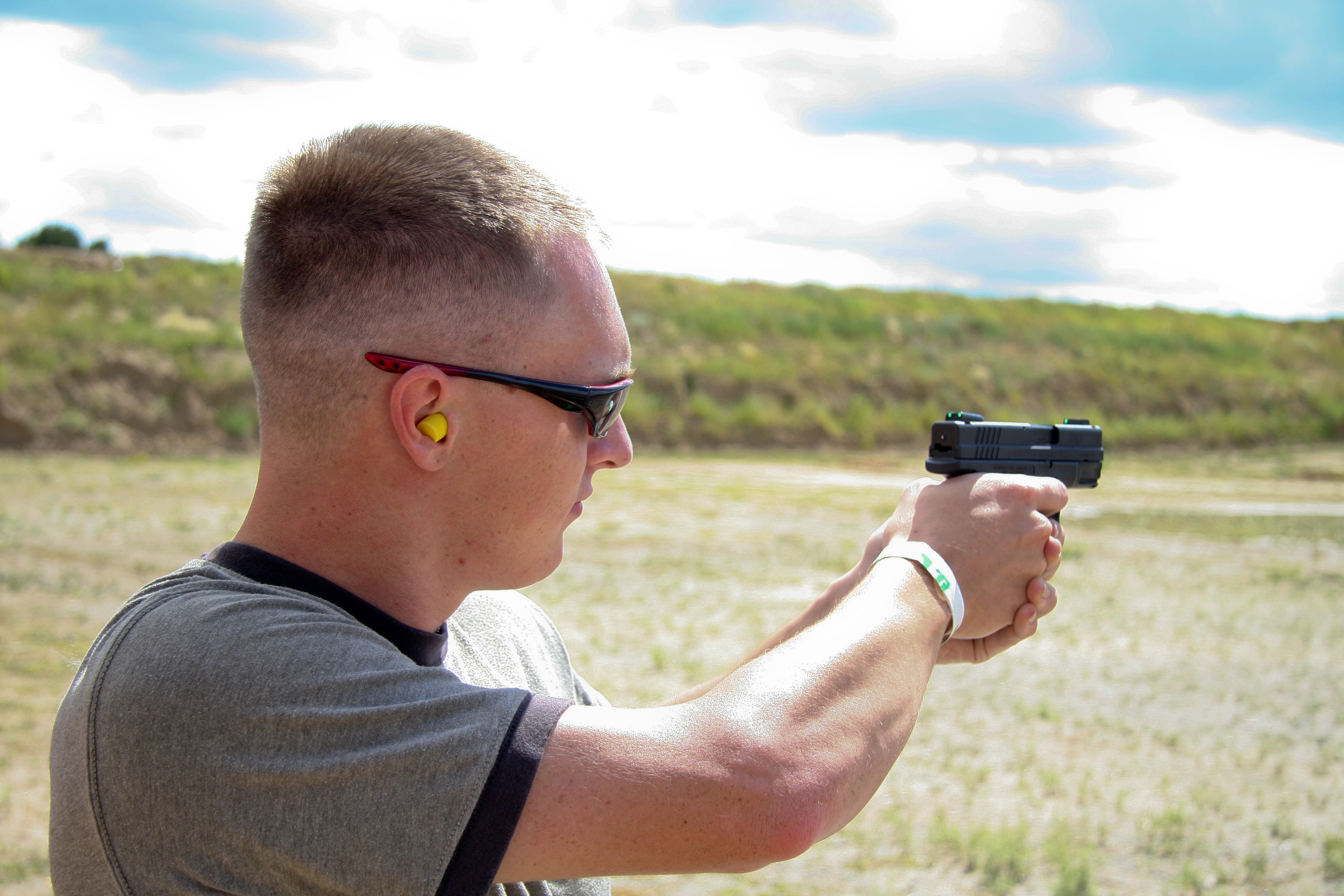
Utilizzo di tappi auricolari per proteggersi dal rumore di un'arma da sparo

## Normativa
In ambito lavorativo, gli otoprotettori devono consentire all'operatore di sentire il parlato ed i rumori di fondo per non essere completamente isolati dall'ambiente lavorativo, con il rischio di non comunicare agevolmente e di non avvertire segnalazioni acustiche di avvertimento. Inoltre una protezione antirumore eccessiva potrebbe portare il lavoratore a togliere gli otoprotettori, con conseguenti rischi per l'udito.
Nell'ambito della Comunità Europea, in quanto dispositivi di protezione individuale, gli otoprotettori destinati ad essere utilizzati in ambito lavorativo devono essere provvisti di marcatura CE ai sensi del Regolamento sui dispositivi di protezione individuale, che richiede diversi obblighi per i fabbricanti, tra cui anche la redazione di apposite istruzioni per l'uso e della dichiarazione di conformità UE (salvo nel caso delle eccezioni indicate nella stessa normativa).

Segnale di obbligo di utilizzo di otoprotettore secondo la norma internazionale ISO 7010.
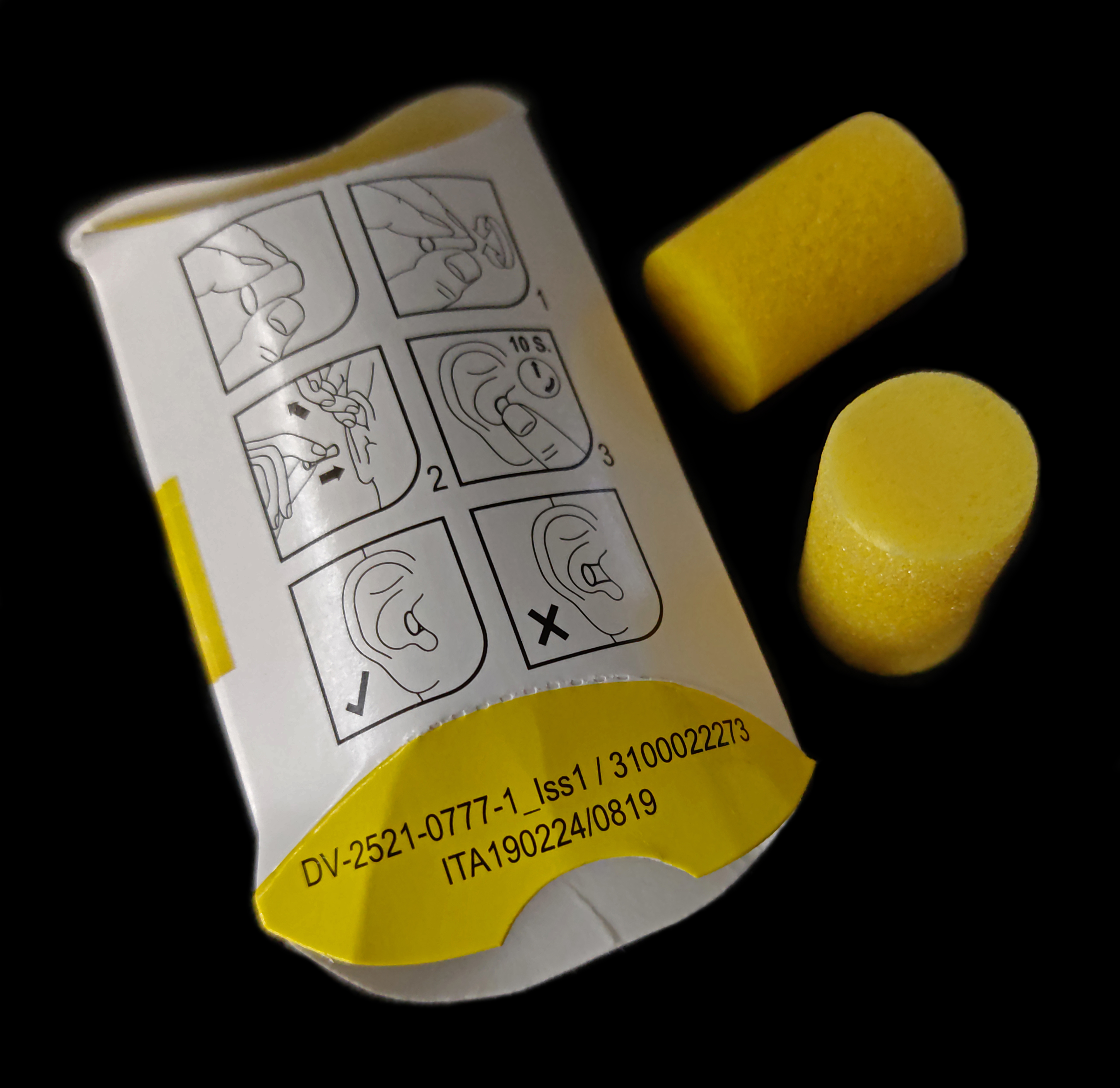
Tappi auricolari con istruzioni per l'uso
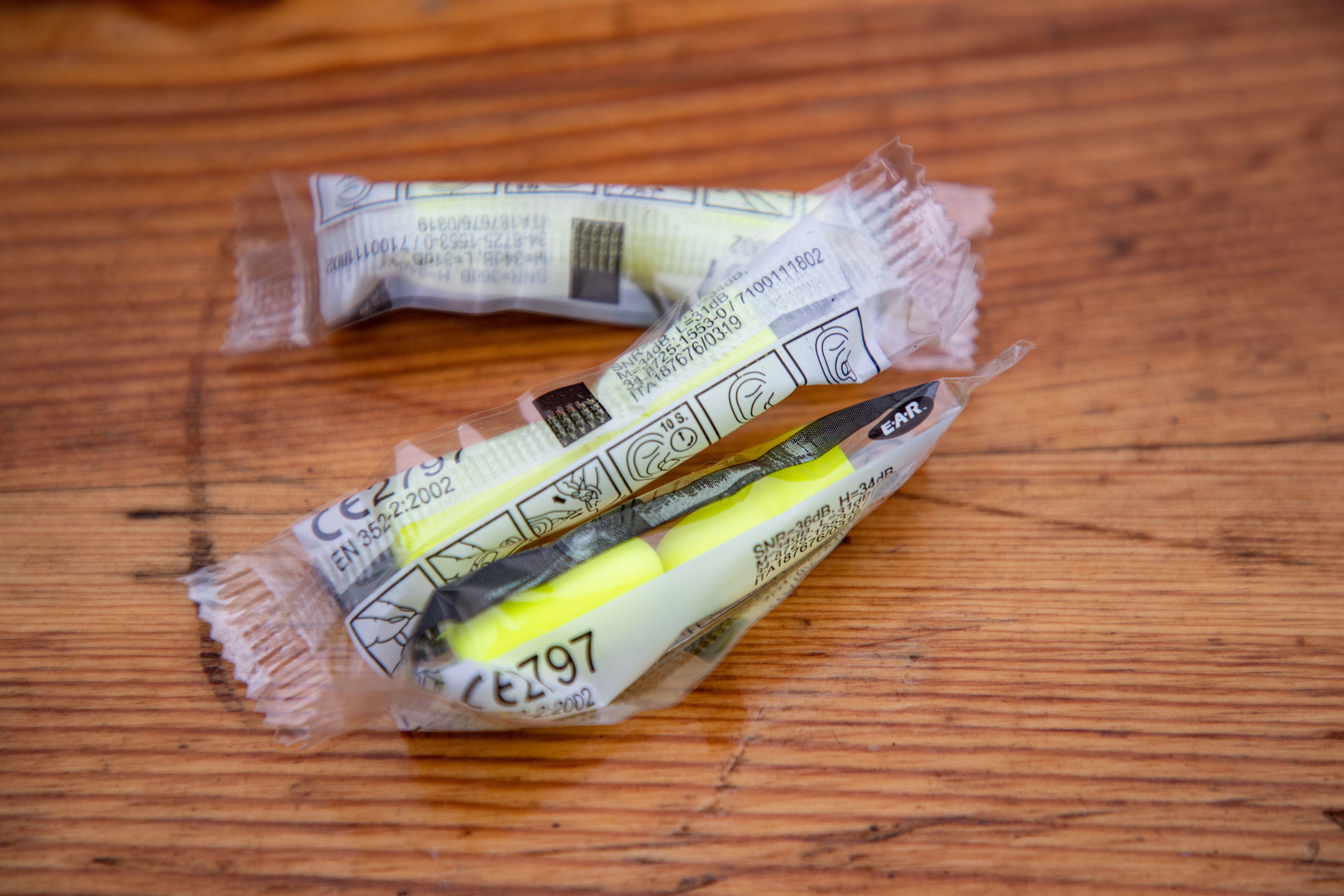
Marcatura CE su una confezione di otoprotettori, accompagnata dal numero identificativo dell'ente notificato

## Attenuazione sonora
Secondo la norma europea EN 458, l'attenuazione sonora deve essere indicata dal fabbricante dell'otoprotettore in uno dei seguenti modi:
- APVF: sono indicati una serie di valori di attenuazione sonora in dB associati all'intervallo di frequenza tra 125 Hz e 8 kHz;[4]
- H,M,L: sono indicati tre valori di attenuazione sonora associati alle frequenze alte (H), medie (M) e basse (L);[4]
- SNR: è indicato solo un valore, corrispondente all'attenuazione sonora semplificata o SNR (dall'inglese Simplified Noise Reduction).[4]